# Liste der Monuments historiques in Saint-Thibault (Côte-d’Or)
Die Liste der Monuments historiques in Saint-Thibault führt die Monuments historiques in der französischen Gemeinde Saint-Thibault auf.

## Liste der Immobilien
| Bezeichnung        | Beschreibung           | Standort                 | Kennzeichnung | Schutzstatus | Datum | Bild           |
| ------------------ | ---------------------- | ------------------------ | ------------- | ------------ | ----- | -------------- |
| Kirche St-Thibault | ab dem 13. Jahrhundert | Place de l’Eglise (Lage) | PA00112645    | Classé       | 1840  | weitere Bilder |

## Liste der Objekte
| Bezeichnung                            | Beschreibung                                                                         | Standort                         | Kennzeichnung | Schutzstatus | Datum | Bild           |
| -------------------------------------- | ------------------------------------------------------------------------------------ | -------------------------------- | ------------- | ------------ | ----- | -------------- |
| Türflügel des Nordportals              | Holz, 16. Jahrhundert                                                                | in der Kirche St-Thibault (Lage) | PM21002081    | Classé       | 1840  | weitere Bilder |
| Wandvertäfelung des Kirchenschiffs     | Holz, 17. Jahrhundert; aus der Kirche Notre-Dame in Semur-en-Auxois                  | in der Kirche St-Thibault (Lage) | PM21002082    | Classé       | 1901  | weitere Bilder |
| Kruzifix                               | Holz, farbig gefasst, 14. Jahrhundert                                                | in der Kirche St-Thibault (Lage) | PM21002083    | Classé       | 1901  |                |
| Reliquienschrein                       | Kupfer, vergoldet, Email, 13. Jahrhundert                                            | in der Kirche St-Thibault (Lage) | PM21002084    | Classé       | 1901  |                |
| Reliquienschrein des heiligen Theobald | Holz, bemalt, 14. Jahrhundert                                                        | in der Kirche St-Thibault (Lage) | PM21002085    | Classé       | 1901  |                |
| Reliquiar (1)                          | Kupfer, vergoldet, 13. oder 14. Jahrhundert; im Musée d’art sacré de Dijon deponiert | in der Kirche St-Thibault (Lage) | PM21002086    | Classé       | 1901  |                |
| Reliquiar (2)                          | Kupfer, versilbert, 15. Jahrhundert; im Musée d’art sacré de Dijon deponiert         | in der Kirche St-Thibault (Lage) | PM21002087    | Classé       | 1901  |                |
| Aufhängung für die Custodia            | Kupfer, vergoldet, Holz, 16. Jahrhundert                                             | in der Kirche St-Thibault (Lage) | PM21002088    | Classé       | 1901  |                |
| Skulptur Madonna mit Kind (1)          | Holz, farbig gefasst, 14. Jahrhundert                                                | in der Kirche St-Thibault (Lage) | PM21002089    | Classé       | 1901  | weitere Bilder |
| Grabmal eines Ritters                  | Kalkstein, um 1300                                                                   | in der Kirche St-Thibault (Lage) | PM21002090    | Classé       | 1907  | weitere Bilder |
| Grabmal einer Edelfrau                 | Kalkstein, um 1300                                                                   | in der Kirche St-Thibault (Lage) | PM21002091    | Classé       | 1907  | weitere Bilder |
| Hauptaltar                             | Retabel und Altarfront; Holz, farbig gefasst, 14. Jahrhundert                        | in der Kirche St-Thibault (Lage) | PM21002092    | Classé       | 1907  | weitere Bilder |
| Fünf Skulpturen am Nordportal          | Kalkstein, 13. Jahrhundert                                                           | in der Kirche St-Thibault (Lage) | PM21002093    | Classé       | 1907  | weitere Bilder |
| Skulptur Heiliger Dionysius            | Holz, farbig gefasst, 13. Jahrhundert                                                | in der Kirche St-Thibault (Lage) | PM21002094    | Classé       | 1913  |                |
| Skulptur Heiliger Theobald             | Kalkstein, farbig gefasst, 14. Jahrhundert                                           | in der Kirche St-Thibault (Lage) | PM21002095    | Classé       | 1919  | weitere Bilder |
| Grabstein für Guy de Saffres           | Kalkstein, bezeichnet 1279                                                           | in der Kirche St-Thibault (Lage) | PM21002096    | Classé       | 1926  |                |
| Skulptur Madonna mit Kind (2)          | Holz, farbig gefasst, 15. Jahrhundert                                                | in der Kirche St-Thibault (Lage) | PM21002097    | Classé       | 1958  | weitere Bilder |
| Skulptur Heiliger Blasius              | Kalkstein, farbig gefasst, 15. Jahrhundert                                           | in der Kirche St-Thibault (Lage) | PM21002098    | Classé       | 1966  | weitere Bilder |
| Skulptur Verkündigungsmadonna          | Kalkstein, 16. Jahrhundert; aus der Kapelle des Château de Posanges                  | im Château (?)                   | PM21002099    | Classé       | 1964  |                |